# Wilamowa
Wilamowa (deutsch Alt-Wilmsdorf) ist eine Ortschaft der Gemeinde Paczków in Polen. Sie liegt im Powiat Nyski in der Woiwodschaft Opole.

## Geographie

### Geographische Lage
Das Straßendorf Wilamowa liegt im Südwesten der historischen Region Oberschlesien. Der Ort liegt etwa sechs Kilometer südöstlich des Gemeindesitzes Paczków, etwa 20 Kilometer südwestlich der Kreisstadt Nysa und etwa 75 Kilometer südwestlich der Woiwodschaftshauptstadt Opole.
Wilamowa liegt in der Przedgórze Sudeckie (Sudetenvorgebirge) innerhalb der Przedgórze Paczkowskie (Patschkauer Vorgebirge). Nördlich des Ortskern verläuft die Landesstraße Droga krajowa 46. Nordwestlich des Dorfes liegt der Jezioro Otmuchowskie (Ottmachauer Stausee).

### Ortsteil
Ortsteil von Wilamowa ist Książe (Fürstenvorwerk).

### Nachbarorte
Nachbarorte sind im Nordwesten Stary Paczków (Alt Patschkau), im Osten Ścibórz (Stübendorf), im Süden Trzeboszowice (Schwammelwitz) sowie im Westen Ujeździec (Geseß) im Westen.

## Geschichte

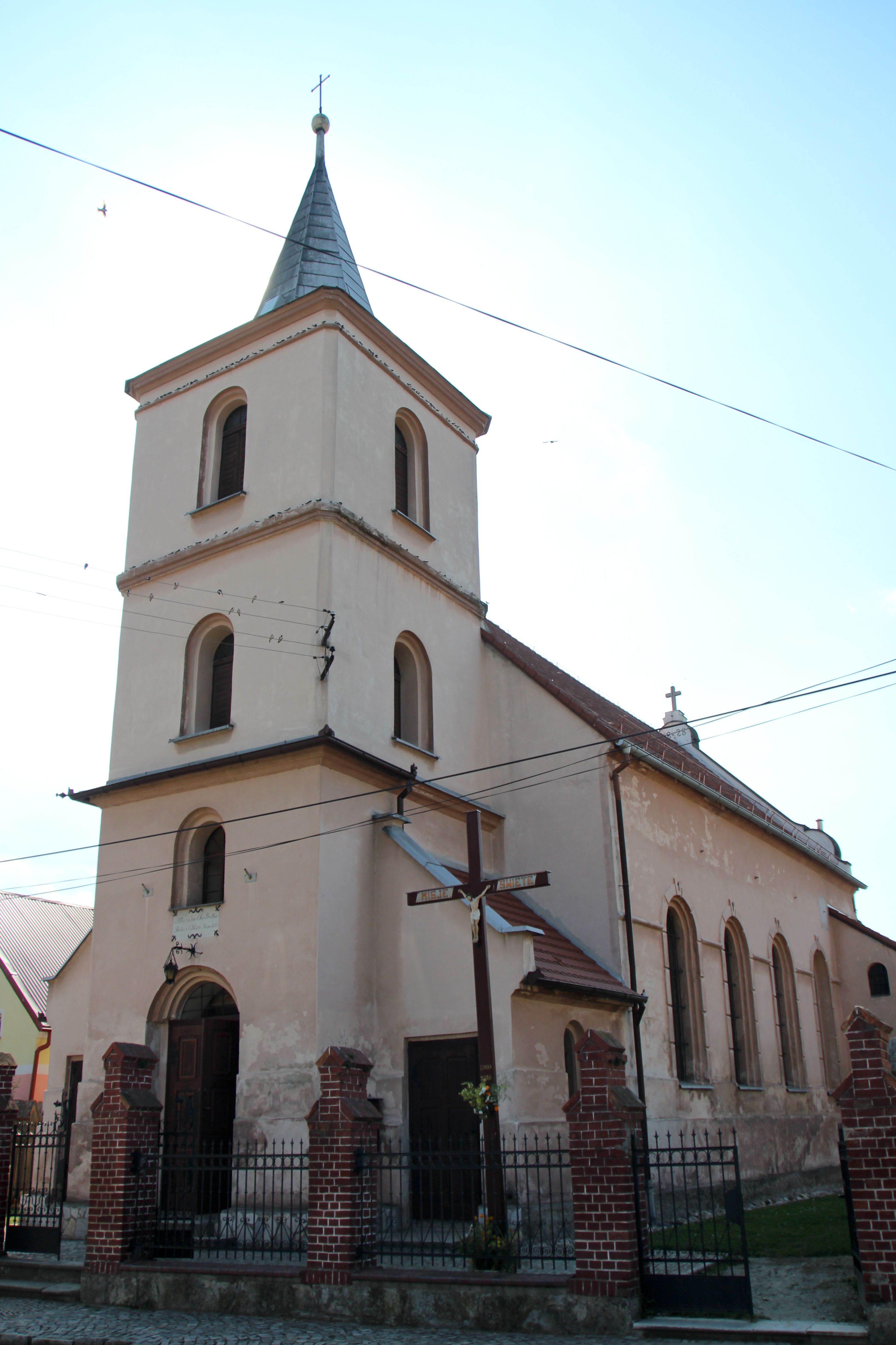
Kirche Unsere Liebe Frau auf dem Berge Karmel

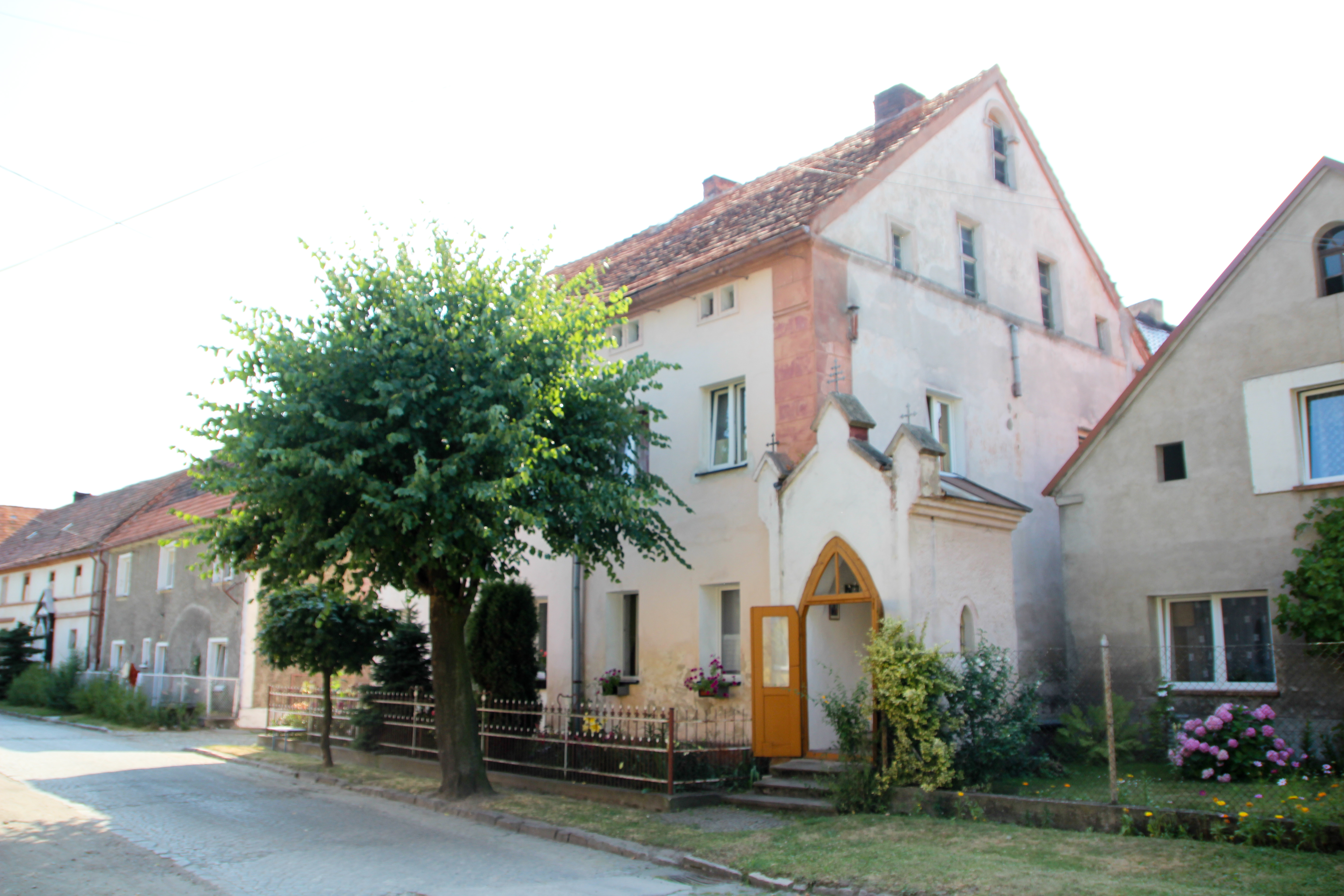
Dorfpartie mit Wegekapelle

Der Ort wird erstmals 1284 urkundlich als Wilamouici erwähnt. In dem Werk Liber fundationis episcopatus Vratislaviensis aus den Jahren 1295–1305 wird der Ort erstmals als Wilhelmi villa erwähnt. Es gehörte zum bischöflichen Fürstentum Neisse (Bistumsland). 1310 war das Dorf im Eigentum von Hermann von Werburk. Der Ortsname leitet sich vom Gründer des Ortes ab, das Dorf des Wilhelms. 1368 wird der Ort als Wilhelmsdorf erwähnt. 1580 hatte der Ort 12 Hufen.
Erst nach der Errichtung von Neu-Wilmsdorf im Reichensteiner Gebirge bekam es im 16. Jahrhundert die Vorsilbe „Alt“.
Nach dem Ersten Schlesischen Krieg 1742 gelangte Alt-Wilmsdorf mit dem größten Teil Schlesiens an Preußen.
Nach der Säkularisation des Fürstentums Neisse 1810 wurde die weltliche Herrschaft der Breslauer Bischöfe beendet. Mit der Neugliederung Schlesiens 1813 wurde Alt-Wilmsdorf, das bis dahin zum Regierungsbezirk Breslau gehörte, dem oberschlesischen Regierungsbezirk Oppeln eingegliedert. Ab 1816 gehörte es zum neu errichteten Landkreis Neisse, mit dem es bis 1945 verbunden blieb. 1843 baute ein Bauer eine eigene Kirche und schenkte einen Bauernhof zu ihrem Unterhalt. 1845 bestanden im Dorf eine Scholtsei, eine Kirche sowie 35 weitere Häuser. Im gleichen Jahr lebten in Alt-Wilmsdorf 209 Menschen, davon einer evangelisch. 1855 lebten 214 Menschen in Alt-Wilmsdorf. 1860 erhielt der Ort eine Schule. 1864 wurde im Ort ein Schulhaus erbaut. 1865 bestanden im Ort eine Scholtisei, acht Bauern-, drei Gärtnerstellen und fünf Häuslerstellen sowie eine Gastwirtschaft, eine Wassermühle und eine Pfarrkirche. Zusammen mit den Landgemeinden Geseß und Alt Patschkau sowie den gleichnamigen Gutsbezirken gehörte Alt Patschkau ab 1874 zum Amtsbezirk Geseß. 1885 zählte Alt-Wilmsdorf 264 Einwohner.
1929 zählte die Dorfschule 48 Schüler. 1933 lebten in Alt-Wilmsdorf 248 Menschen. 1937 zählte der Ort ein Baugeschäft, einen Gasthof, einen Gemischtwarenladen, zwei Schmiede, zwei Schneider, einen Schuhmacher und eine Elektrizitäts-Genossenschaft. Das Dorf besaß eine Wasserleitung. 1939 zählte Alt-Wilmsdorf 237 Menschen.
Als Folge des Zweiten Weltkriegs fiel Alt-Wilmsdorf 1945 an Polen, wurde in Wilamowa  umbenannt und der Woiwodschaft Schlesien angeschlossen. Die deutsche Bevölkerung wurde vertrieben. 1950 wurde es in die Woiwodschaft Oppeln eingegliedert. 1999 kam es zum wiederbegründeten Powiat Nyski. 2010 zählte der Ort 345 Einwohner.

### Einwohner und Haushalte
- 1784: 26 Haushalte
- 1845: 209 Einwohner, 35 Häuser
- 1895: 303 Einwohner, 54 Haushalte
- 1939: 237 Einwohner, 61 Haushalte
- 2010: 345 Einwohner (zusammen mit Książe)[11]

## Sehenswürdigkeiten
- Die römisch-katholische Kirche Unsere Liebe Frau auf dem Berge Karmel (poln. Kościół Matki Bożej Szkaplerznej) wurde 1843 erbaut. Das Gebäude wurde 2014 unter Denkmalschutz gestellt.[12]
- Steinerne Wegekapelle
- Hölzernes Wegekreuz

## Vereine
- Freiwillige Feuerwehr OPS Wilanowa

## Persönlichkeiten
- Jerzy Maćków (* 1961), Politologe